# Bruno D'Argenio
Bruno D'Argenio (Benevento, 12 novembre 1935) è un geologo italiano.

## Biografia
È professore ordinario di geologia presso l'Università Federico II di Napoli, dove dirige l'Istituto di geologia e geofisica. Dal 1993 al 2006 ha diretto l'Istituto per l'Ambiente Marino Costiero del Consiglio Nazionale delle Ricerche e, dello stesso, l'Istituto di Ricerca Geomare Sud. Nel 1994 ha ricevuto la laurea honoris causa in scienze naturali dall'Università Loránd Eötvös di Budapest.
Le sue ricerche, a partire dalla fine degli anni cinquanta, hanno interessato diversi settori geologici, e segnatamente lo studio petrologico delle piattaforme carbonatiche, cui ha dedicato numerose pubblicazioni scientifiche. Negli ultimi vent'anni, invece, le sue indagini si sono rivolte maggiormente ai problemi di oscillazione dell'orbita terrestre. Il suo nome, assieme a quello dei biologi molecolari Giuseppe Geraci e Rosanna del Gaudio, è stato segnalato alla ribalta internazionale in particolare il 9 maggio 2011, allorché il CNR ha annunciato - non senza destare perplessità nel panorama scientifico - la scoperta di batteri cosiddetti alieni, i quali, rinvenuti in forma latente all'interno di meteoriti caduti sulla Terra oltre due miliardi di anni fa, si sarebbero risvegliati una volta estratti, riacquistando mobilità e iniziando a riprodursi, a testimonianza della possibile esistenza di vita nello spazio.
Accademico Linceo, socio onorario della Società Geologica di Londra e della Società Geologica d'America, D'Argenio è stato presidente della Società Geologica Italiana nel biennio 1987-'88.